# No, No, Nanette
No, No, Nanette är en musikal skriven 1924 med text av Irving Caesar och Otto Harbach, musik av Vincent Youmans efter en historia av Harbach och Frank Mandel, vilken grundas på Mandels May Lady Friends 1919. Musikalen hade urpremiär i Detroit den 20 april 1924, fortsatte strax till Chicago, gick upp i London (11 mars 1925) och därefter på Broadway (Globe Theatre 16 september 1925).
En ny version sattes upp på Broadway 1971 (premiär den 19 januari), vilken vann fyra Tony Awards och nominerades till ytterligare två.
Musikalens två mest bekanta sånger är "Tea for Two" och "I Want to Be Happy".